# Hendrik Snoek
Hendrik Snoek (Münster, 2 de abril de 1948) es un jinete alemán que compitió en la modalidad de salto ecuestre. Ganó una medalla de oro en el Campeonato Europeo de Saltos Ecuestres de 1975, en la prueba por equipos.

## Palmarés internacional
| Campeonato Europeo | Campeonato Europeo | Campeonato Europeo | Campeonato Europeo |
| Año                | Lugar              | Medalla            | Categoría          |
| ------------------ | ------------------ | ------------------ | ------------------ |
| 1975               | Múnich (RFA)       | Medalla de oro     | Por equipos        |